# 155th Street (linea IND Concourse)
155th Street, indicata anche come 155th Street-Eighth Avenue, è una fermata della metropolitana di New York situata sulla linea IND Concourse. Nel 2019 è stata utilizzata da 1 123 868 passeggeri. È servita dalla linea D sempre tranne nell'ora di punta del mattino in direzione Manhattan e nell'ora di punta del pomeriggio in direzione Bronx, e dalla linea B durante le ore di punta.

## Storia
La stazione di 155th Street fu costruita come parte della prima tratta della linea IND Concourse (da 205th Street a 145th Street), entrata in servizio il 1º luglio 1933.

## Strutture e impianti

### Architettura
Nel piano binari entrambe le pareti delle piattaforme laterali possiedono una linea spessa di colore arancione con un contorno di colore nero. Proprio al di sotto di questa linea sono presenti delle targhette nere con scritto in bianco 155.
Sempre sulle stesse pareti si trovano delle targhette dal contorno arancione e dallo sfondo nero con scritto in bianco 155TH ST.-8TH AVE.

### Configurazione
La stazione ha tre binari e due piattaforme laterali, possiede, inoltre, un unico mezzanino posto sopra i binari, tuttavia soltanto l'estremità settentrionale è aperta, insieme alle sue quattro scale che portano alle piattaforme.
Nella zona dei tornelli si trovano anche una cabina e le scale per il piano stradale. Una di questa uscite risulta essere particolarmente ampia poiché originariamente sopra questa stazione sorgeva lo stadio Polo Grounds, utilizzato dai New York Giants. Dopo che la squadra si trasferì a San Francisco, lo stadio venne demolito per far posto a case popolari.
Questa è l'unica stazione della linea IND Concourse a Manhattan, infatti, a nord di questa stazione la linea attraversa il fiume Harlem, che separa Manhattan dal Bronx, e si dirige verso la stazione di 161st Street-Yankee Stadium, a sud invece la linea Concourse si unisce con la linea IND Eighth Avenue nella stazione di 145th Street.

## Interscambi
La stazione è servita da alcune autolinee gestite da NYCT Bus.
- Fermata autobus